# Ulica dr. Stefana Kopcińskiego w Łodzi
Ulica doktora Stefana Kopcińskiego w Łodzi – ulica, będąca jedną z ważniejszych arterii komunikacyjnych w mieście, o długości niespełna 2 km, posiadająca 60 numerów parzystych i 93 nieparzyste, stanowiąca fragment drogi krajowej nr 14.

## Nazewnictwo
Na planach miasta z II połowy XIX w. w miejscu dzisiejszej ul. Kopcińskiego widnieje ul. Zagajnikowa oraz ul. Podzagajnikowa (lub Podzagajna). W latach 1915–1918 oficjalnie zwana jako An der Schonung (choć nazwa ta w niemieckich publikacjach funkcjonowała już w 1893). W 1918 otrzymała polską nazwę – Zagajnikowa I. W 1936 nazwana ulicą dr. Stefana Kopcińskiego. W czasie okupacji (w latach 1940-1945) znów pod niemiecką nazwą – Wilhelm Gustloff Strasse. Po II wojnie światowej przywrócono wcześniejszą nazwę, która zachowała się do dziś.

## Charakterystyka
Ulica Kopcińskiego rozpoczyna się od Ronda Solidarności (dawniej Ronda Ludwika Waryńskiego) jako przedłużenie al. Grzegorza Palki (dawniej początkowego fragmentu ul. Strykowskiej). Biegnie południkowo w stronę południową. Posiada dwie jezdnie o bitumicznych nawierzchniach, przedzielone pasem zieleni (na którym, na odcinku pomiędzy ul. Narutowicza i al. Piłsudskiego, znajdują się tory tramwajowe). Krzyżuje się z 5 ulicami. Poza tym pod wiaduktem ul. Kopcińskiego znajduje się ul. J. Tuwima. Na wysokości ok. 1,1 – 1,3 km od swego początku poprowadzona jest wiaduktem nad torami linii kolejowych nr 17 i 458 i nad ul. J. Tuwima. Kończy się skrzyżowaniem z al. marsz. Józefa Piłsudskiego. Na przedłużeniu ul. Kopcińskiego występuje al. marsz. Edwarda Śmigłego-Rydza.
Przy ul. Kopcińskiego znajduje się wiele instytucji i obiektów użyteczności publicznej, m.in.:
- nr 1/3 – Kościół św. Teresy od Dzieciątka Jezus i św. Jana Bosko wraz z Domem Salezjanów
- nr 5/11 – Zespół Szkół Ponadgimnazjalnych nr 15
- nr 8/12 – Wydział Prawa i Administracji Uniwersytetu Łódzkiego
- nr 16/18 – Centrum Szkoleniowo - Konferencyjne Uniwersytetu Łódzkiego; Instytut Filozofii UŁ
- nr 22 – Uniwersytecki Szpital Kliniczny nr 1 im. Norberta Barlickiego Uniwersytetu Medycznego w Łodzi
- nr 29 – Łódzkie Centrum Doskonalenia Nauczycieli i Kształcenia Praktycznego
- nr 31 – Wydział Nauk Geograficznych Uniwersytetu Łódzkiego - Collegium Geographicum
- nr 31c – supermarket Netto
- nr 54 - Przedszkole Miejskie nr 224; XI Liceum Ogólnokoształcące im. Józefa Piłsudskiego
- nr 56 – Oddział Sądu Rejonowego dla Łodzi – Widzewa
- nr 58 – Łódzki Oddział Wojewódzki Narodowego Funduszu Zdrowia
- nr 58/60 – Monopolis
- nr 67 – Kościół Adwentystów Dnia Siódmego – zbór Łódź – Widzew
- nr 69/71 – Wyższa Szkoła Turystyki i Hotelarstwa w Łodzi